# Mošeja Andaluzijcev
Mošeja Andaluzijcev ali mošeja Al-Andalusijin (arabsko جامع الأندلسيين, latinizirano: Jama' al-Andalusiyyin; berberski jeziki ⵎⴻⵣⴳⵉⴷⴰ ⴰⵏⴷⴰⵍⵓⵙ), včasih imenovana tudi Andaluzijska mošeja, je velika zgodovinska mošeja v Fes el-Baliju, stari medinski četrti Fesa v Maroku. Mošeja je bila ustanovljena leta 859–860, zaradi česar je ena najstarejših mošej v Maroku. Stoji v središču okrožja, ki je bilo zgodovinsko povezano z andaluzijskimi priseljenci, po katerih je dobila ime. Od takrat je bila večkrat prenovljena in razširjena. Danes je ena od razmeroma redkih preostalih ustanov iz obdobja Idrisidov in ena glavnih znamenitosti mesta.

## Zgodovina in razvoj

### Ustanovitev
Po zgodovinskih virih, kot je al-Jazna'i, je mošejo v letih 859-860 (245 po hidžri) ustanovila Marjam bint Mohamed bin Abdulah al-Fihri (sestra Fatime al-Fihri, ki je istočasno ustanovila mošejo Karauin). Gradnja je bila prav tako podprta z dodatnimi sredstvi, ki jih je prispevala skupina lokalnih prebivalcev Andaluzijskega porekla, ki je dalo mošeji njeno sedanje ime.(str.7–8) Slednji so prišli v mesto kot begunci leta 818, ko so pobegnili iz mesta Cordoba po neuspešnem uporu, ki je povzročil hudo zatiranje s strani Omajadskega emirja al-Hakama I.:46–47
Prvotna stavba je bila skromna. Po besedah andaluzijskega geografa Al-Bakrija iz 12. stoletja je bila mošeja sestavljena iz hipostilne dvorane s šestimi ladjami (ali sedmimi, po al-Jazna'iju), ki so jih tvorile vzporedne vrste podkvastih lokov, podprtih s kamnitimi stebri. Vsebovala je majhen sahn (dvorišče), kjer je bil posajen oreh in več drugih dreves. Za razliko od mnogih poznejših maroških mošej so vrste lokov potekale od vzhoda proti zahodu, vzporedno z južno steno kible, namesto pravokotno nanjo. Mošeja je imela dostop do obilice vode iz umetnega vodnega kanala, znanega kot Oued Masmuda.

### Zgodnji dodatki (10. stoletje)
V 10. stoletju je bil Fes ujet v rivalstvo med Omajadi iz Cordobe in Fatimidskim kalifatom. Vendar je to koristilo mošejama Al-Andalusijin in Al-Karauin, ki sta bili v tem obdobju pod pokroviteljstvom rivalskih frakcij. Leta 933 je novi guverner Zenata v Fesu Hamid ibn Hamdan al-Hamdani, vazal fatimidskega vladarja Ubajda Alaha, prenesel prizorišče kutbah (verske pridige med petkovo molitvijo) v to mošejo Andaluzijcev, ki je nadomestila starejšo mošejo Al-Ašjak, prvo mošejo, ki jo je v Madinat Fasu zgradil Idris. I, kot glavna mošeja andaluzijske četrti Fes el-Bali. Istočasno je bila kutba prenesena tudi iz mošeje Šurafa v mošejo Karauin na drugi obali mesta.
Leta 956 je Abd al-Rahman III., omajadski kalif v Cordobi, sponzoriral gradnjo minareta mošeje, ki je ostal vse do danes. Henri Terrasse je verjel, da je bil minaret prvotno na severozahodnem kotu mošeje (pred kasnejšo razširitvijo). Ima kvadratno osnovo z eno glavno gredjo, okronano z majhnimi cinami in na vrhu s kupolo. Podoben je minaretu mošeje al-Karauin, ki je bila prav tako zgrajena v istem času, čeprav je nekoliko manjši in preprostejši. Oba sta bila verjetno povezana z večjim minaretom, ki ga je Abd ar-Rahman III. zgradil prej v istem desetletju. Gradnjo obeh minaretov je izvedel lokalni guverner Zenata Ahmed ibn Abi Said, vazal Omajadov, vendar ni jasno, kakšno osebno sodelovanje je Abd ar-Rahman III. imel pri projektu poleg zagotavljanja sredstev.
Leta 980, potem ko je severni Maroko padel pod nadzor Buluggina, ziridskega emirja, ki je vladal v imenu Fatimidov (čigar baza se je preselila vzhodneje v Kairo), je naročil nov minbar (prižnico) za mošejo, ki je simbolizirala zmago šiitskih Fatimidov nad drugimi frakcijami, kot so sunitski Omajadi iz Cordobe. Napis s tem datumom (369 po hidžri) je ohranjen na eni od prvotnih plošč minbarja, ki jo je v 20. stoletju ponovno odkril Henri Terrasse med obnovami. Nova epizoda fatimidske nadvlade pa ni trajala dolgo. Leta 985 je Ibn 'Abi Amir, vezir kalifa Hišama II. in dejanski vladar Cordobe (v krščanskih virih znan kot Almanzor), poslal svojega bratranca Askalaja z vojsko, da neposredno zavzame Fes in severni Maroko. V nekaj mesecih po uspešnem zavzetju Fesa je bil minbar delno predelan z novimi deli v zelo podobnem umetniškem slogu, vključno z zgornjim delom (naslonjalom) z napisom, ki beleži datum 375 po hidžri (985 ali 986 n. št.) ter imeni Ibn 'Abi Amirja in Hišama II. Verjetno so bile komponente, ki so minbar identificirale kot fatimidske, namerno odstranjene in nadomeščene z omajadskimi komponentami. Terrasse nakazuje, da je bil prejšnji napis iz leta 369 po hidžri (ki ne vključuje nobenih imen) takrat ostal na mestu, ker se lokalni obrtniki, ki morda niso znali dobro brati kufskega, niso zavedali njegovega pomena.

### Almohadova rekonstrukcija
Mošeja ni bila ponovno spremenjena do zgodnjega 13. stoletja, v obdobju Almohadov. Mohamed al-Nasir (vladal 1199–1213), četrti almohadski kalif, se je bolj zanimal za Fes kot njegovi predhodniki, zlasti z utrjevanjem mesta.  Po al-Džaznaiju, ko je bil kalif obveščen, da je mošeja Andaluzijcev potrebna popravila, je ukazal njeno obnovo in razširitev. Gradnja je potekala med letoma 1203 in 1207, anaza mošeje pa je bila nameščena leta 1209.  Terrasse je pripomnil, da je tudi to dolgo obdobje saj razmeroma homogena struktura sedanje stavbe (ki ima opečnate stebre namesto kamnitih stebrov) nakazuje, da je bila mošeja v tem času skoraj v celoti rekonstruirana. Poleg tega se zdi, da se trenutna poravnava kible mošeje razlikuje od poravnave njenega minareta iz 10. stoletja, kar nakazuje, da je slednji še vedno poravnan s starejšo orientacijo mošeje.
Poleg razširitve postavitve mošeje je almohadska rekonstrukcija dodala monumentalna severna vrata, vodnjak, nov vhod za žensko molitveno dvorano in stanovanje za imama, ki je v nadstropju nad žensko molitveno dvorano. Hiša za umivanje ali dar al-vudu je bila prav tako zgrajena čez cesto, po obliki podobna drugemu objektu dar al-vudu istočasno za mošejo Karauin. Za oskrbo z vodo za ta objekt za umivanje in morda zato, ker je bila voda Oued Masmuda presojena za preveč onesnaženo (ker je prečkala velik del mesta, preden je prišla do mošeje), je Al-Nasir ustvaril tudi nov vodni kanal, ki je prinesel vodo izven mesta neposredno v mošejo. Fasada visokih severnih vrat je okrašena z zellij ploščicami in dovršen nadstrešek iz izrezljanega lesa, čeprav so bili verjetno kasneje obnovljeni in je danes ohranjenih le malo almohadskega okrasja. Učenjak Georges Marçais je pohvalil arhitekturo kot mojstrovino maroškega arhitekturnega sloga.
Nazadnje je Al-Nasir obnovil tudi stari minbar mošeje. Še enkrat, namesto da bi v celoti zamenjali minbar, so se Almohadi odločili obnoviti in ponovno uporabiti starega. Večji del minbarja, zlasti njegove stranice, je bil pokrit z novimi lesenimi ploščami, okrašenimi v mavrskem slogu tega obdobja, na katerega je močno vplivala andaluzijska obrt. Zgornja zadnja plošča, na kateri so bili napisi iz omajadske obnove v 10. stoletju, pa je bila ohranjena na svojem mestu, kar morda kaže na določeno spoštovanje, ki so ga Almohadi imeli do nekdanjega kordobskega kalifata.

### Kasnejše obnove in okraski
Terrasse pripominja, da je bil zid, uporabljen pri gradnji Almohadov, povprečne kakovosti, zato ga je bilo treba popraviti in obnoviti v poznem 13. stoletju pod Marinidi. Hatib mošeje, Abu Abdalah Mohamed ibn Abd al-Kasim ibn Hasuna, je zaprosil za popravilo marinidskega sultana Abu Jakuba Jusufa, ki se je strinjal. Popravila so bila izvedena v letih 1295-96 (695 po hidžri). Velik del strukture, vključno s stebri in stropi, je bil takrat obnovljen. Naslednji sultan, Abu Thabit, ki je vladal kratek čas med letoma 1307 in 1308, je dal popraviti vodne kanale do mošeje in namestil tudi okrašen vodnjak na severni steni dvorišča mošeje. Čeprav ni omenjeno v zgodovinskih virih, je Terrasse verjel, da so bila vzhodna vrata mošeje v bližini minareta verjetno zgrajena ali okrašena v 14. stoletju, morda tudi pod Abu Thabitom. Dar al-Muvakit, stanovanje za časomerilca, zgrajeno v drugem nadstropju, na jugovzhodni strani minareta, verjetno prav tako izvira iz marinidskega obdobja, ko so takšne strukture začeli dodajati mošejam. Zdi se, da je velik prostor za shranjevanje na zadnji strani mošeje s kurzivno napisno ploščo nad dvojnimi vrati služil kot knjižnica in ga je ustanovil eden zadnjih marinidskih sultanov, Abu Sa'id Utman III., leta 1415 (816 po hidžri). Terrasse je datiral tudi več drugih elementov izrezljanega lesa na tem območju, v in okoli imamovih vrat in pogrebne mošeje (Džama' al-Gnaiz) na zadnji strani mošeje, do Abu Saida Utmana III.
Mošeja je nudila tudi sedem tečajev za izobraževanje in vsebovala dve knjižnici, podobno kot mošeja al-Karauin, zaradi česar je bila druga najpomembnejša mošeja v medini Fesa. Marinidi so v začetku 14. stoletja v bližini ustanovili tudi vsaj dve medresi: medreso Sahrij in medreso Sbaijin. Tako kot medrese v bližini mošeje Karauin so ponujale tečaje, služile pa so tudi za namestitev študentov izven mesta, ki so prišli študirat v mošejo. Sama mošeja je bila skozi leta večkrat obnovljena, da je ohranila svojo obliko. Današnja podoba monumentalnih vrat mošeje verjetno izhaja iz obnove v alavitskem obdobju. Mulaj Ismail (vladal 1672–1727) je prenovil marinidski vodnjak na dvorišču mošeje, kjer je njegovo ime še vedno vidno. Izrezljano štukaturno okrasje mihraba je bilo prav tako predelano v nedavnem obdobju in ni starejše od 18. stoletja. Med modernejšimi obnovami je francoski učenjak Henri Terrasse, ki je delal na več spomenikih v obdobju francoskega protektorata (1912-1956), izvedel popolno študijo o mošeji in njenem minbaru, ki je bila objavljena v 1942.